# Ivan Krstanović
Ivan Krstanović (5 de janeiro de 1983) é um futebolista bósnio que atua como atacante. Joga atualmente pelo Slaven Belupo na primeira divisão do futebol croata. Ele ficou conhecido na Croácia quando se sagrou artilheiro da temporada de 2010-11, com 19 gols. É o quinto maior artilheiro da história do campeonato croata e o único ainda atuante na liga.

## Estatísticas da carreira

### Clube
- Atualizado até 31 de agosto de 2019

| Temporada         | Clube             | Liga              | Liga  | Liga | Copa  | Copa | Europa | Europa | Total | Total |
| Temporada         | Clube             | Liga              | Jogos | Gols | Jogos | Gols | Jogos  | Gols   | Jogos | Gols  |
| ----------------- | ----------------- | ----------------- | ----- | ---- | ----- | ---- | ------ | ------ | ----- | ----- |
| 2006–07           | Posušje           | Premijer Liga     | 14    | 5    | –     | –    | –      | –      | 14    | 5     |
| 2007–08           | Posušje           | Premijer Liga     | 27    | 14   | 7     | 6    | –      | –      | 34    | 20    |
| Total             | Total             | Total             | 41    | 19   | 7     | 6    | 0      | 0      | 48    | 25    |
| 2008–09           | NK Zagreb         | Prva HNL          | 30    | 8    | 6     | 2    | –      | –      | 36    | 10    |
| 2009–10           | NK Zagreb         | Prva HNL          | 24    | 4    | 4     | 1    | –      | –      | 28    | 5     |
| 2010–11           | NK Zagreb         | Prva HNL          | 28    | 19   | 4     | 1    | –      | –      | 32    | 20    |
| Total             | Total             | Total             | 82    | 31   | 14    | 4    | 0      | 0      | 96    | 35    |
| 2011–12           | Dinamo Zagreb     | Prva HNL          | 22    | 10   | 7     | 2    | 6      | 2      | 16    | 2     |
| 2012–13           | Dinamo Zagreb     | Prva HNL          | 22    | 7    | 2     | 2    | 3      | 1      | 29    | 2     |
| total             | total             | total             | 44    | 17   | 9     | 4    | 9      | 3      | 62    | 24    |
| 2013–14           | Rijeka            | Prva HNL          | 24    | 14   | 5     | 1    | 8      | 0      | 37    | 15    |
| 2014–15           | Rijeka            | Prva HNL          | 11    | 2    | 3     | 1    | 7      | 2      | 21    | 5     |
| Total             | Total             | Total             | 35    | 16   | 8     | 2    | 15     | 2      | 58    | 20    |
| 2014–15           | Zadar             | Prva HNL          | 12    | 6    | 1     | 0    | –      | –      | 13    | 6     |
| 2015–16           | Široki Brijeg     | Premijer Liga     | 19    | 11   | 4     | 1    | –      | –      | 23    | 12    |
| 2016–17           | Široki Brijeg     | Premijer Liga     | 25    | 2    | 6     | 3    | 2      | 0      | 33    | 5     |
| 2017–18           | Široki Brijeg     | Premijer Liga     | 4     | 3    | –     | –    | 4      | 2      | 8     | 5     |
| Total             | Total             | Total             | 48    | 16   | 10    | 4    | 6      | 2      | 64    | 22    |
| 2017–18           | Lokomotiva        | Prva HNL          | 26    | 5    | 2     | 0    | –      | –      | 28    | 5     |
| 2018–19           | Lokomotiva        | Prva HNL          | 15    | 6    | 3     | 1    | –      | –      | 18    | 7     |
| Total             | Total             | Total             | 41    | 11   | 5     | 1    | 0      | 0      | 46    | 12    |
| 2018–19           | Slaven Belupo     | Prva HNL          | 10    | 7    | –     | –    | –      | –      | 10    | 7     |
| 2019–20           | Slaven Belupo     | Prva HNL          | 5     | 5    | 0     | 0    | –      | –      | 5     | 5     |
| Total             | Total             | Total             | 15    | 12   | 0     | 0    | 0      | 0      | 15    | 12    |
| Total na carreira | Total na carreira | Total na carreira | 318   | 128  | 54    | 21   | 30     | 7      | 402   | 156   |

## Prêmios

### Clube
Dínamo Zagreb
- Campeonato Croata de Futebol: 2011–12, 2012–13
- Copa da Croácia: 2011–12

Rijeka
- Copa da Croácia: 2013–14
- Supercopa da Croácia: 2014

Široki Brijeg
- Copa da Bósnia e Herzegovina: 2016–17

### Individual
Prêmios
- Camiseta Amarela da Sportske Novosti: 2011

Performance
- Jogador da temporada da Prva HNL: 2010–11